# French Gulch (Kalifornija)
French Gulch je naseljeno područje za statističke svrhe u američkoj saveznoj državi Kalifornija. Prema popisu stanovništva iz 2010. u njemu je živjelo 346 stanovnika.